# 太田豊秋
太田 豊秋（おおた とよあき、1935年〈昭和10年〉2月15日 - ）は、日本の政治家。自由民主党元参議院議員。福島県出身。福島県議会元議長（現・県議会議員）の太田光秋は長男。孫はお笑いコンビ「天明ブラウン」の太田成秋。

## 概要
福島県立原町高等学校を経て、1959年に法政大学経済学部を卒業。
1978年福島県議会議員に当選し、以後5期務める。県議時代は、参議院議員を経て福島県知事となった佐藤栄佐久の盟友として、知事選挙を取り仕切る。福島県議会議長を経て、石原健太郎の衆議院鞍替えによる1993年の参議院補欠選挙福島県選挙区で初当選し、以降連続当選3回。
北海道開発政務次官、農林水産副大臣（第1次小泉第1次改造内閣）を歴任し、2006年10月、党組織本部長代理に就任する。2007年の参議院選挙には出馬せず、政界を引退。
| 公職                 | 公職                                          | 公職                   |
| -------------------- | --------------------------------------------- | ---------------------- |
| 先代 遠藤武彦 野間赳 | 農林水産副大臣 北村直人と共同 2002年 - 2003年 | 次代 栗原博久 市川一朗 |
| 議会                 |                                               |                        |
| 先代 若林正俊        | 参議院農林水産委員長 2000年 - 2001年          | 次代 常田享詳          |